# Aston Martin Vanquish (2012)
La Aston Martin Vanquish AM310 è una coupé ad alte prestazioni a 2 posti prodotta dal 2012 al 2018 dalla casa automobilistica britannica Aston Martin. Il nome viene ripreso da un modello di alcuni anni prima, la Aston Martin Vanquish.

## Caratteristiche tecniche

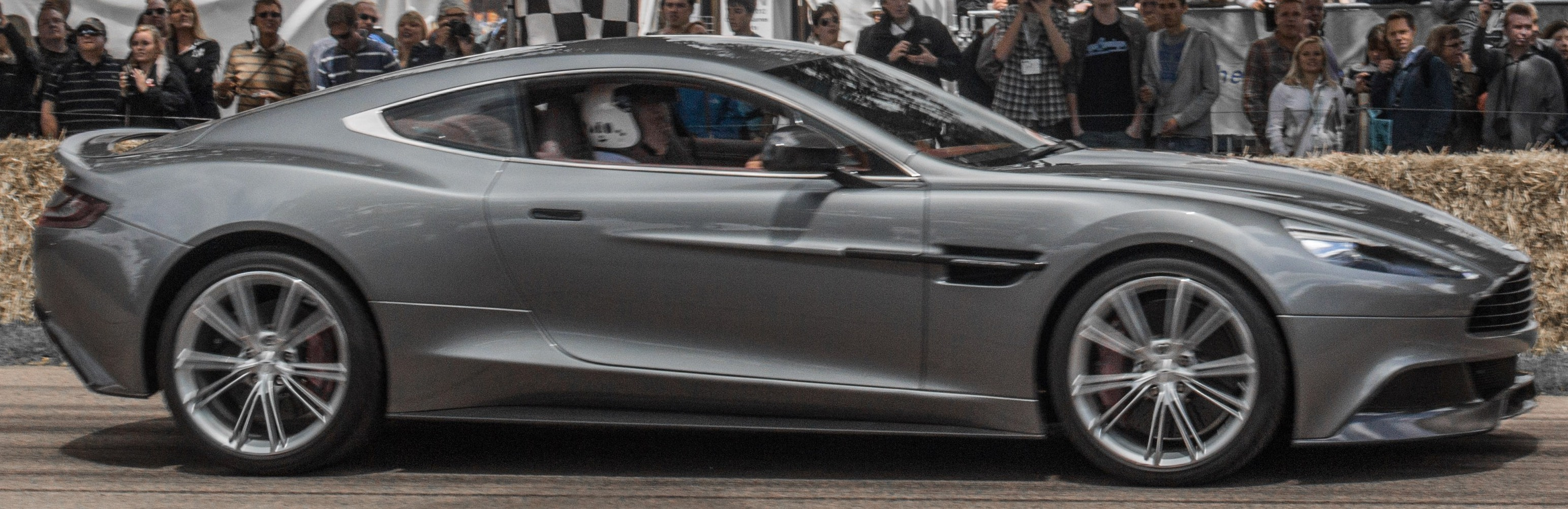
Aston Martin Vanquish, vista laterale

L'Aston Martin Vanquish è caratterizzata da una scocca in alluminio ed una carrozzeria realizzata interamente in fibra di carbonio. Il motore è lo stesso V12 da 6.0 litri della precedente DBS, ma i cavalli da 517 sono passati a 565 e la coppia da 570 è arrivata a 620 Nm. Tali caratteristiche permettono di accelerare da 0 a 100 km/h in 4,1 secondi e in abbinamento con il cambio automatico a sei rapporti Touchtronic, garantiscono una velocità massima di 296 km/h.
Rispetto alla DBS, la Vanquish AM310 esteticamente ha molti punti in comune, anche se alcuni particolari, come le maniglie in fibra di carbonio, i paraurti e la forma dei fanali posteriori con lo spoiler fisso la rendono molto differente.

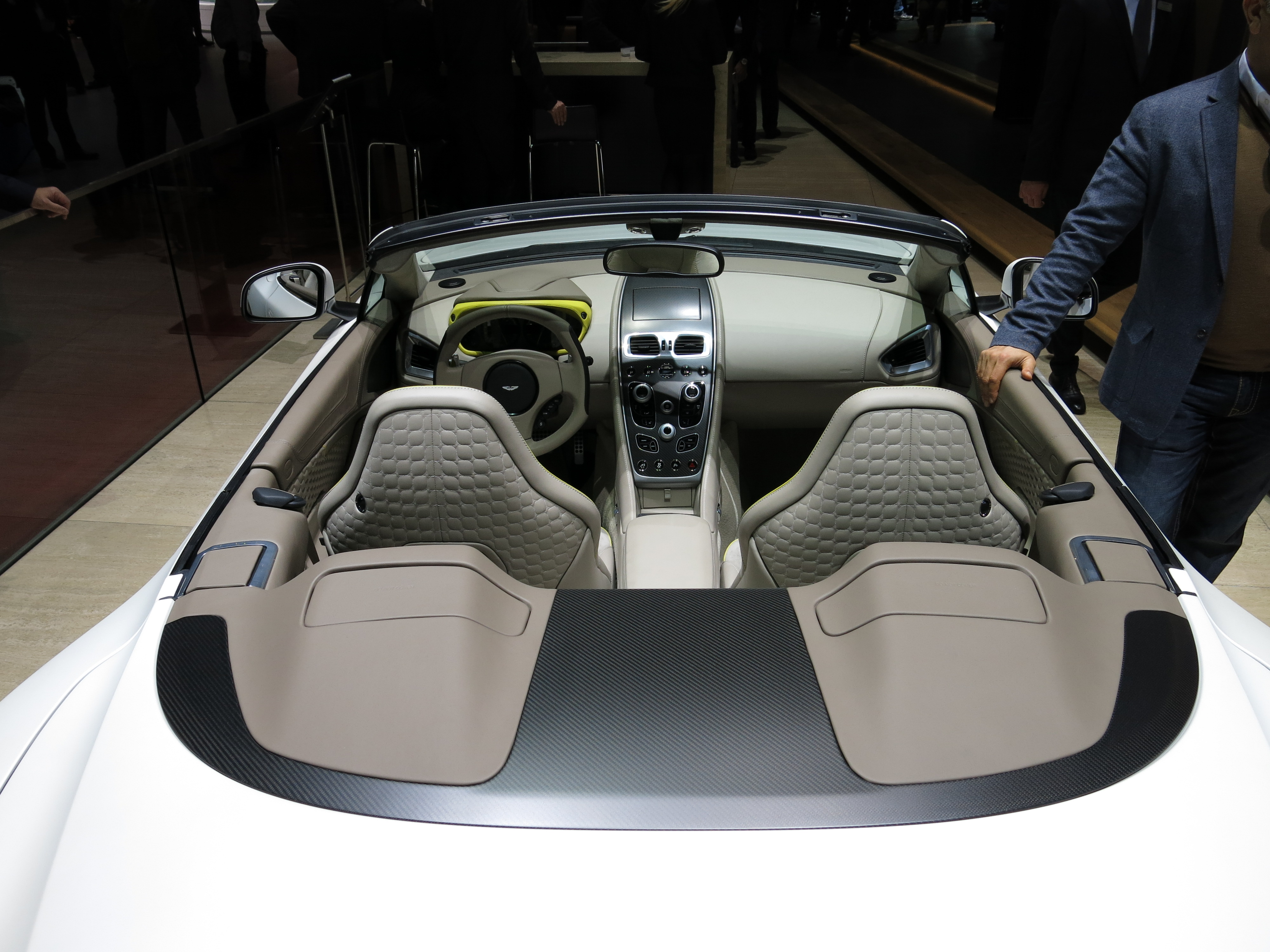
Vista dall'alto dell'abitacolo di una Vanquish Volante con capote aperta

La Aston Martin produce anche la versione "Volante" della Vanquish, ovvero la declinazione a tetto scoperto in chiave cabriolet della coupé con la medesima motorizzazione, ma con una capote in tela completamente elettrica.

## Evoluzione

### Vanquish Volante
La Volante, versione convertibile della Vanquish, ha esordito all'edizione del 2013 del Pebble Beach Concours d'Elegance. Ha esclusivamente quattro posti. La sua velocità massima rimane invariata, ma la sua accelerazione da 0 a 100 km/h è scesa a 4,2 secondi. Con un peso di 1.844 chilogrammi, la Vanquish Volante è 105 chilogrammi più pesante della coupé e 34 chilogrammi più pesante della DBS Volante. Il sistema di sospensioni è stato adeguato per sopperire al peso aggiuntivo. La capote della Volante, realizzata in tessuto a triplo strato, può aprirsi in quattordici secondi, con il  bagagliaio che ha una capacità di 279 litri. 

### Model Year 2015
Dal 2014 è in produzione la versione aggiornata MY 2015, che ha visto il debutto del nuovo cambio automatico Touchtronic III a 8 marce, sviluppato in collaborazione con la ZF, ed un incremento delle prestazioni del motore, in grado ora di erogare 568 CV di potenza e 630 Nm di coppia massima.

Vanquish S

Tutto ciò ha portato un aumento delle prestazioni della vettura con un tempo di accelerazione da 0 a 100 km/h di 3,6 secondi ed una velocità massima che tocca i 324 km/h nella versione coupé.

### Vanquish S
Aston Martin ha presentato la Vanquish S, versione aggiornata della Vanquish, al Los Angeles Auto Show nel novembre 2016. La sua potenza è stata aumentata a 595 cavalli (444 kW) mentre la coppia è rimasta invariata. Aston Martin ha migliorato il tempo di risposta della trasmissione. La Vanquish S presenta anche un nuovo body kit carrozzeria composto da fibra di carbonio a vista, cerchi in lega diamantati e prese d'aria in carbonio sul cofano.

## Versioni e prestazioni
| Modello          | Anno      | Motore                   | Trasmissione | Potenza | Coppia | Velocità massima | Accelerazione |
| ---------------- | --------- | ------------------------ | ------------ | ------- | ------ | ---------------- | ------------- |
| Vanquish coupé   | 2012-2014 | 5.9 litri (5935 cm³) V12 | 6 marce      | 565 CV  | 620 Nm | 295 km/h         | 4.1 s         |
| Vanquish Volante | 2012-2014 | 5.9 litri (5935 cm³) V12 | 6 marce      | 565 CV  | 620 Nm | 295 km/h         | 4.1 s         |
| Vanquish coupé   | 2014-2018 | 5.9 litri (5935 cm³) V12 | 8 marce      | 568 CV  | 630 Nm | 324 km/h         | 3.6 s         |
| Vanquish Volante | 2014-2018 | 5.9 litri (5935 cm³) V12 | 8 marce      | 568 CV  | 630 Nm | 317 km/h         | 3.8 s         |